# Ampelopsis hypoglauca
Ampelopsis hypoglauca är en vinväxtart som först beskrevs av Henry Fletcher Hance, och fick sitt nu gällande namn av Chao Luang Li. Ampelopsis hypoglauca ingår i släktet Ampelopsis och familjen vinväxter. Inga underarter finns listade i Catalogue of Life.